# Port lotniczy Anuradhapura
Port lotniczy Anuradhapura – port lotniczy położony w mieście Anuradhapura, w Sri Lance. Jest używany do celów wojskowych. Obsługiwany przez Sri Lanka Air Force.